# شهرستان شاودونگ
شهرستان شاودونگ (به لاتین: Shaodong County) یک شهرستان‌های جمهوری خلق چین در چین است که در شاویانگ واقع شده‌است.